# Guillem Gayà Nicolau
Guillem Gayà i Nicolau es Mestre (Sant Joan, 1902 - Palma, 1989) fou un polític i mestre mallorquí. Ingressà al Partit Comunista d'Espanya -PCE- el 1931. va ser destinat com a mestre d'escola a Fanlo (Alt Aragó). Va ser col·laborador de Nuestra Palabra i esdevengué un dels principals dirigents del partit a Mallorca. Al començament de la Guerra Civil (1936-39), fou detengut per membres de Falange, dels quals aconseguí d'escapar-se'n just en el moment en què anava a esser afusellat. Durant alguns mesos visqué amagat i col·laborà en les xarxes d'espionatge del govern republicà. Detengut el 1937 i condemnat a mort, passà per diverses presons de Mallorca i de la Península fins al 1952. Tornat a Mallorca, reorganitzà el PCE en la clandestinitat, fet pel qual fou novament detengut el 1965. De bell nou en llibertat, durant els anys setanta, va formar part del comitè d'illes del PCE i representà el partit dins la Taula Democràtica de Mallorca.